# V411 Большой Медведицы
V411 Большой Медведицы (лат. V411 Ursae Majoris) — одиночная переменная звезда в созвездии Большой Медведицы на расстоянии приблизительно 662 световых лет (около 203 парсеков) от Солнца. Видимая звёздная величина звезды — от +14,82m до +14,74m.

## Характеристики
V411 Большой Медведицы — вращающаяся переменная звезда типа BY Дракона (BY:).